# 보안뉴스
보안뉴스는 대한민국의 신문이다. 정확한 보안 정보를 제공하고 보안의 대중화에 앞장서고자 보안 전문 미디어 회사 <인포더>가 설립한 회사이다.